# F'dérik
F'dérik es la ciudad capital de la región de Tiris Zemmur, ubicada en el norte de Mauritania.

## Economía
En la proximidad de la ciudad está ubicado uno de los yacimientos de mineral de hierro más grandes del mundo; por ende la extracción del mismo hace que sea el principal recurso económico de la región a la que esta ciudad pertenece. El mineral de hierro es transportado a 800 kilómetros de F'dérik, a la ciudad portuaria de Nouadhibou.

## Clima
El clima de esta región es mayoritariamente cálido. Posee veranos extensos y cálidos, contrariamente los inviernos son cortos y templados. La época lluviosa tiene lugar a finales del verano.